# Vəlvələ
Vəlvələ är en ort i Azerbajdzjan.   Den ligger i distriktet Quba Rayonu, i den nordöstra delen av landet, 140 km nordväst om huvudstaden Baku. Vəlvələ ligger 199 meter över havet och antalet invånare är 1 498.
Terrängen runt Vəlvələ är platt åt nordost, men åt sydväst är den kuperad. Närmaste större samhälle är Xaçmaz, 14,3 km norr om Vəlvələ. 
Trakten runt Vəlvələ består till största delen av jordbruksmark. Runt Vəlvələ är det ganska glesbefolkat, med 47 invånare per kvadratkilometer.